# Jereicopsis
Jereicopsis is een geslacht van sponsdieren uit de klasse van de Demospongiae (gewone sponzen). 

## Soort
- Jereicopsis graphidophora Lévi & Lévi, 1983